# Artal de Luna y Urrea
Artal III de Luna  (m. Cerdeña, 1323), VIII señor de Luna, en calidad de tenente, fue un noble aragonés de la casa de Luna. Murió durante la Conquista aragonesa de Cerdeña. 

## Ascendencia
Hijo de Lope Ferrench III de Luna, VII señor de Luna, y de su esposa Eva Ximénez de Urrea, y hermano de Pedro López de Luna y Ximénez de Urrea.

## Matrimonios y descendencia
Estuvo casado en primeras nupcias con Constanza Pérez de Aragón, II señora de Segorbe, hija de Jaime Pérez de Aragón, I señor de Segorbe, hijo ilegítimo de Pedro III de Aragón y de una concubina llamada María Nicolau, y de su esposa Sancha Fernández.
Del primer matrimonio cinco hijos: 
- Artal Fernández de Luna (m. 1324), casado con Margarita de Moncada,[1] falleció en el asedio a la ciudad de Iglesias, durante la conquista aragonesa de Cerdeña
- Sancha Fernández de Luna,[1] de la que no se tienen más noticias
- María Fernández de Luna,[1] casada en 1333 con Juan Alfonso de Haro, señor de Cameros,[4] y tras ser ajusticiado este último en 1334, sin descendencia, casó de segundas con Juan Alfonso de la Cerda, señor de  Gibraleón y Huelva, viudo de su primera esposa, María Alfonso de Portugal, sin descendencia.[5]
- Isabel Fernández de Luna[1]
- Constanza Fernández de Luna[1], casada con Roger Bernardo III de Castellbó.

En segundas nupcias casó con Constanza de Antillón, señora de la baronía de Antillón. De este matrimonio nació un hijo muerto en la infancia.
Por último casó en terceras nupcias con Martina Sanz de Huerta, y de este matrimonio nació Lope de Luna, IX señor y I conde de Luna, fallecido en 1360.

## Sepultura
Recibió sepultura en el Real Monasterio de Santa María de Veruela. La losa funeraria realizada por su hijo Lope de Luna enterrado en el mismo lugar.